# Adéla Holubová (Leichtathletin)
Adéla Holubová (* 17. September 2007 in Budweis) ist eine tschechische Leichtathletin, die sich auf den Mittelstreckenlauf spezialisiert hat.

## Sportliche Laufbahn
Erste internationale Erfahrungen sammelte Adéla Holubová beim Europäischen Olympischen Jugendfestival (EYOF) 2023 in Maribor, bei dem sie in 2:06,15 min die Goldmedaille im 800-Meter-Lauf gewann. Anschließend belegte sie bei den U20-Europameisterschaften in Jerusalem in 2:08,53 min den siebten Platz. Im Jahr darauf siegte sie in 2:04,23 min bei den U18-Europameisterschaften in Banská Bystrica und stellte damit einen neuen Meisterschaftsrekord auf. Anschließend schied sie bei den U20-Weltmeisterschaften in Lima mit 2:09,17 min im Halbfinale aus.
2024 wurde Holubová tschechische Hallenmeisterin im 800-Meter-Lauf.

## Persönliche Bestzeiten
- 800 Meter: 2:03,33 min, 30. Juni 2024 in Zlín (tschechischer U18-Rekord)
  - 800 Meter (Halle): 2:04,27 min, 18. Februar 2024 in Ostrava (tschechischer U18-Rekord)